# DICT
DICT — мережевий протокол для доступу до словників, створений DICT Development Group. Протокол описується в RFC 2229. Створений з метою перевершити пропрієтарний протокол Webster. Протокол дозволяє клієнтам одночасний пошук в декількох словниках, різні алгоритми пошуку, використання мультимедіа. Dict-сервери і клієнти використовують TCP-порт 2628.

## Передумови
Протягом багатьох років, Інтернет-спільнота покладалась на "Вебстер" протокол для доступу до  визначень мовою оригіналу. Вебстер   протокол підтримував доступ до одного словника і (опціонально) одного тезауруса. В останні роки кількість загальнодоступних Вебстер серверів в Інтернеті різко зменшилася.
На щастя, якась кількість вільно-розповсюджуваних словників і довідників останнім часом стали доступні в Інтернеті. Однак ці вільно-поширювані бази даних не були доступні через єдиний
інтерфейс і не доступні з одного сайту. Вони часто були неповні і не охоплювали всі напрямки, але в цілому забезпечували цікавими та корисними значеннями англійських слів. Приклади включають файл жарґонізмів [JARGON], бази даних WordNet [WordNet], Перевиданий повний словник Вебстера 1913 [WEB1913], а також безкоштовний онлайн словник комп'ютерної лексики [FOLDOC].
Онлайн переклад і не-англійські словники також стають доступні (наприклад, словник FOLDOC перекладається іспанською).
Вебстер протокол не підходить для забезпечення доступу до великої кількість окремих словникових баз і розширення поточного Webster протоколу. Також не є  чистим рішенням проблеми словникової бази.
DICT протокол призначений для забезпечення доступу до декількох баз даних. Посилається запит на визначення слова,  йде пошук індекса слова (за допомогою легко розширюваного набору алгоритмів), можуть бути надані інформація про сервер  (наприклад, які стратегії пошукового індексу підтримуються, або які бази даних є), а також інформація про базу даних (наприклад, авторське право, цитата, або розподіл інформації). Крім того, DICT протокол має опції, які можуть бути використані для обмеження доступу до деяких або всіх баз даних.

## Налаштування сервера
Протокол DICT дозволяє клієнту отримувати від сервера переклад переданого серверу слова. Існуючі DICT-клієнти можуть використовувати як локальний сервер (при цьому словник знаходиться на локальній машині), так і віддалений (при цьому не потрібно тримати у себе на комп'ютері словник і запускати сервер, потрібні лише клієнт і підключення до Інтернету).
Сервер dictd може бути отриманий з http://www.dict.org [Архівовано 5 січня 2009 у Wayback Machine.]. Його конфігураційний файл називається /etc/dictd.conf. У разі, коли сервер планується використовувати тільки локально, файл повинен містити таку конструкцію:
```
 access { 
 allow 127.0.0.1 
 deny * 
 }
```

Це заборонить доступ до сервера з інших комп'ютерів. Зрозуміло, якщо доступ через мережу (наприклад, локальну) необхідний, треба буде вписати адреси, з яких дозволено / заборонено доступ (подробиці про формат запису можна знайти в man dictd).
Рядок
   include /var/lib/dictd/db.list
підключає список словників, створюваний і оновлюваний командою dictdconfig при встановленні нових словників.